# Beffroi de Dunkerque
El  beffroi de Dunkerque  es un monumento de Francia del siglo XV clasificado monumento histórico en la lista de 1840. El beffroi está también inscrito a título individual como patrimonio de la humanidad de la Unesco en el conjunto de Beffrois de Bélgica y de Francia desde 2005 (n.º ref. ID 943-040). Fue construido hacia 1440 en el lugar de una antigua torre de vigilancia.

## Historia

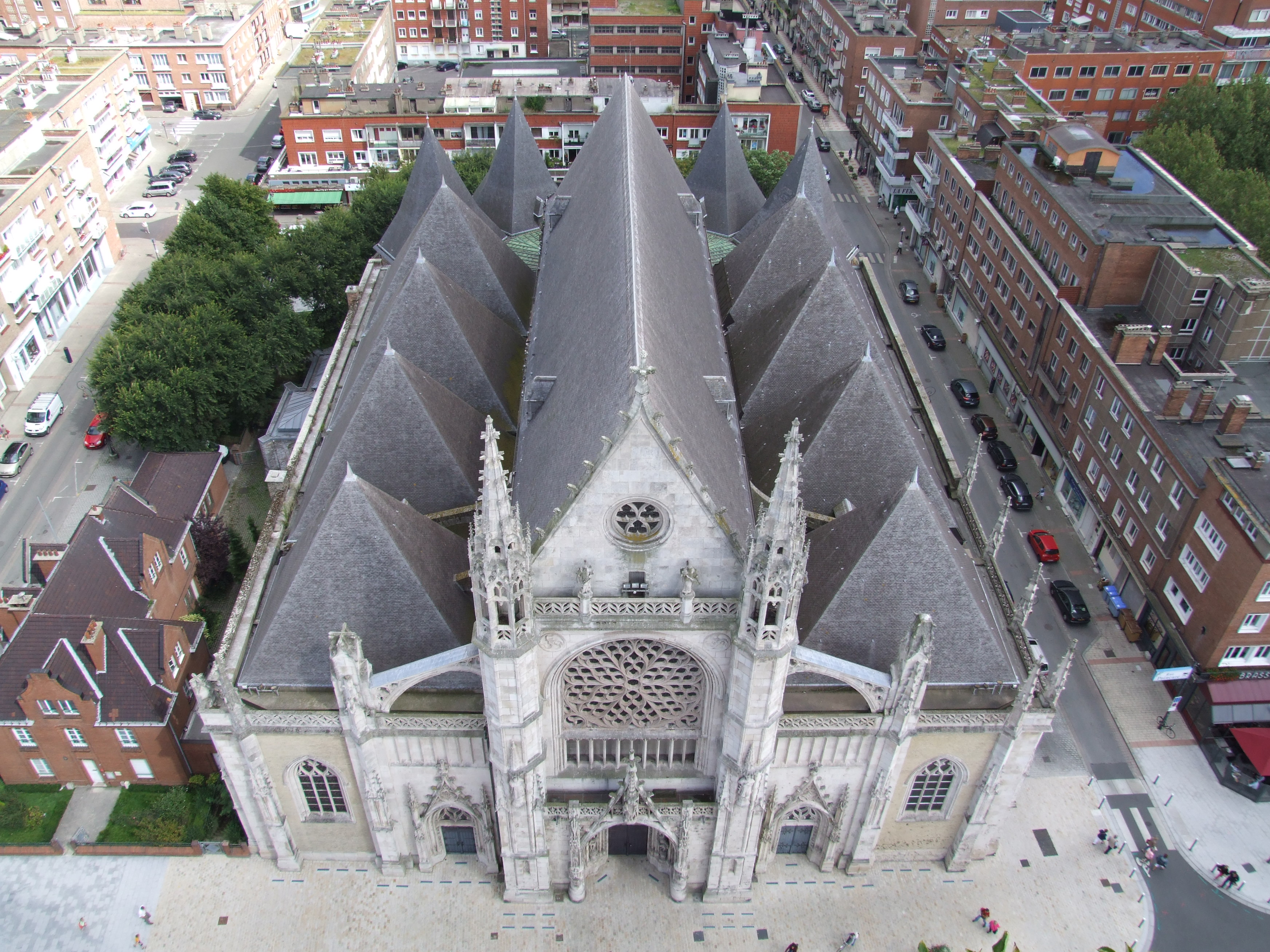
Vista de la iglesia de San Eligio desde el beffroi de Dunkerque.

La torre, de una altura de 58 metros, está construida en ladrillo en estilo gótico. Estaba asociado originalmente a la iglesia de San Eligio y servía como su campanario. En 1558, los franceses dirigidos por el mariscal Thermes ocuparon la ciudad y quemaron la iglesia. Sólo quedó la torre. La reconstrucción de la iglesia comenzó en 1560 bajo la dirección del maestro de obras Jean de Renneville pero, falto de recursos, los trabajos se interrumpieron en 1585. La antigua torre, separada de la nueva iglesia por una parte de las ruinas la primera iglesia, permaneció aislada y sirvió a la vez de campanario, beffroi municipal, y armería. El proyecto original nunca se terminará.
En 1782, el beffroi quedó definitivamente separado de la iglesia por una calle. En 1835 se modificó su coronación. Después de la Segunda Guerra Mundial, el 15 de abril de 1923, se modificó la base para recibir un cenotafio en memoria de los muertos de la Gran Guerra, realizado por Pierre Fritel.

## Mobiliario
El beffroi  todavía sirve de campanario y en la actualidad alberga un carillón de 48 campanas que data de 1962: el bourdon Jean Bart  pesa 5 toneladas. Este carillón todavía se utiliza hoy en día y se puede visitar, accediendo por una estrecha escalera de caracol que conduce hasta la parte superior del campanario, con vistas panorámicas de la ciudad de Dunkerque.

## Galería de imágenes

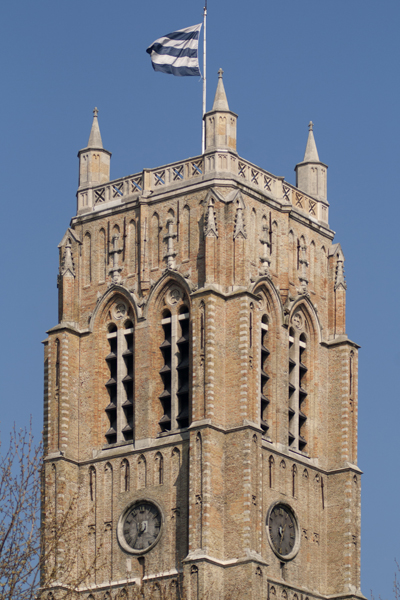
Detalle de la coronación
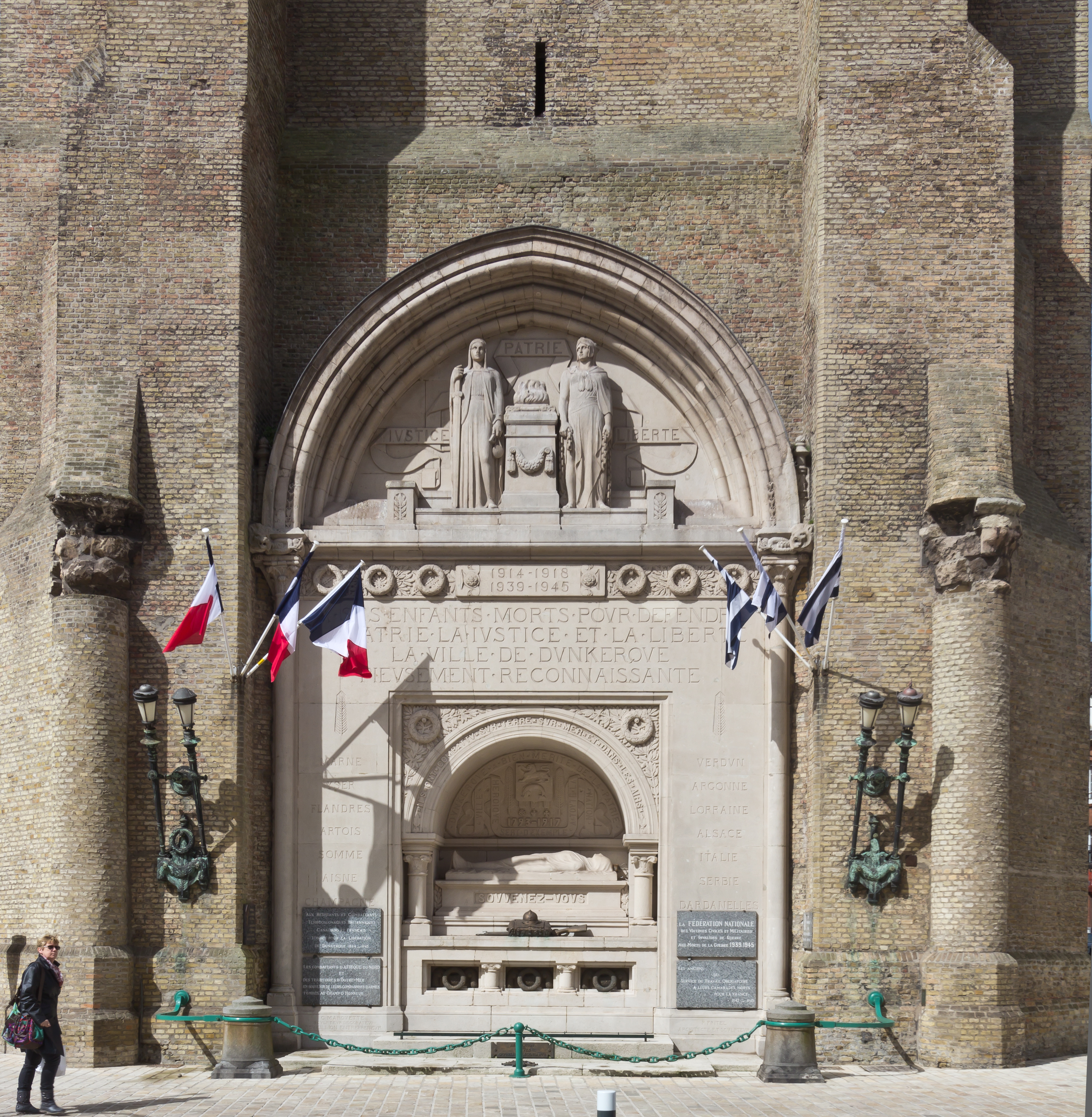
El monumento a los muertos, a los pies del beffroi
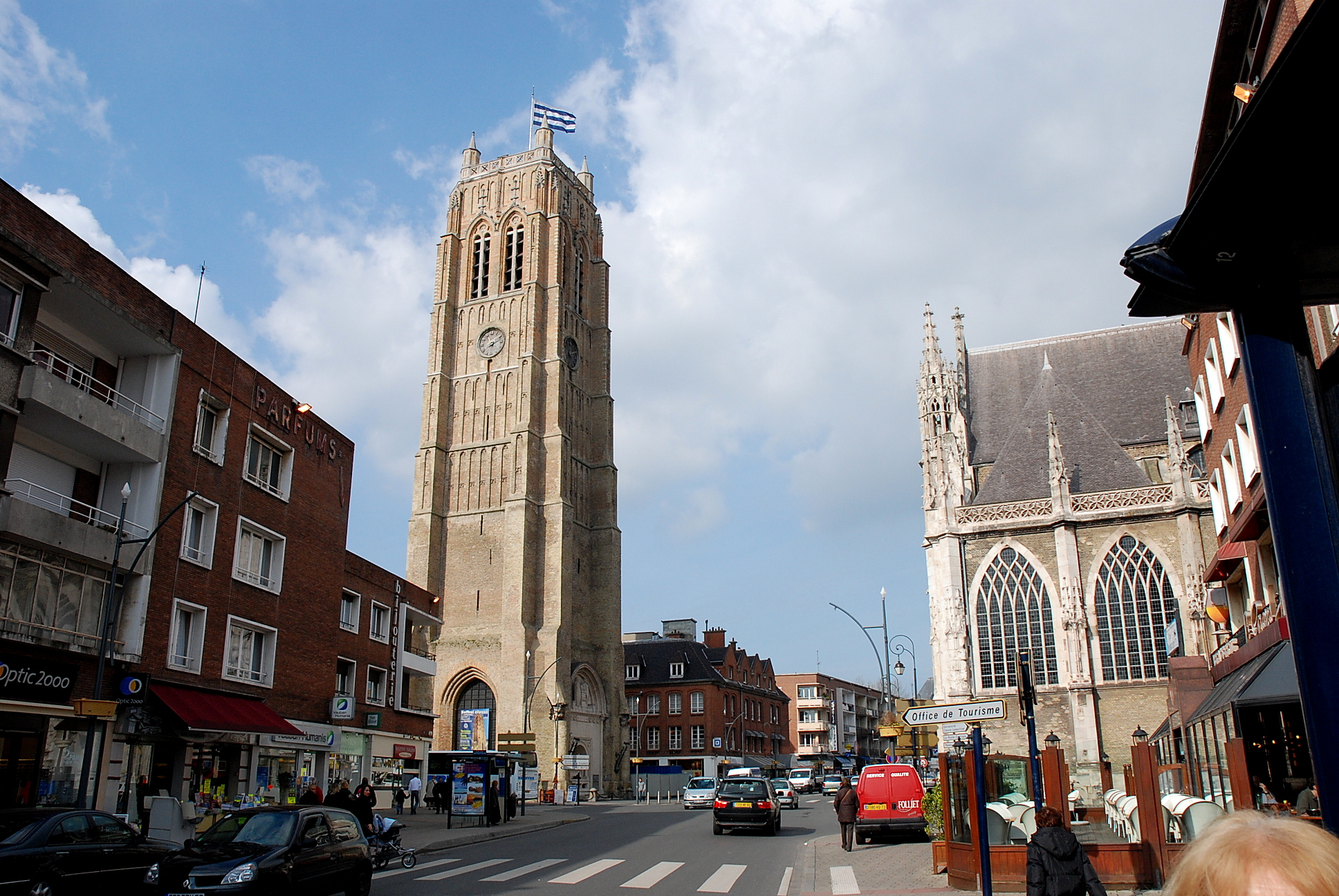
El beffroi y la iglesia
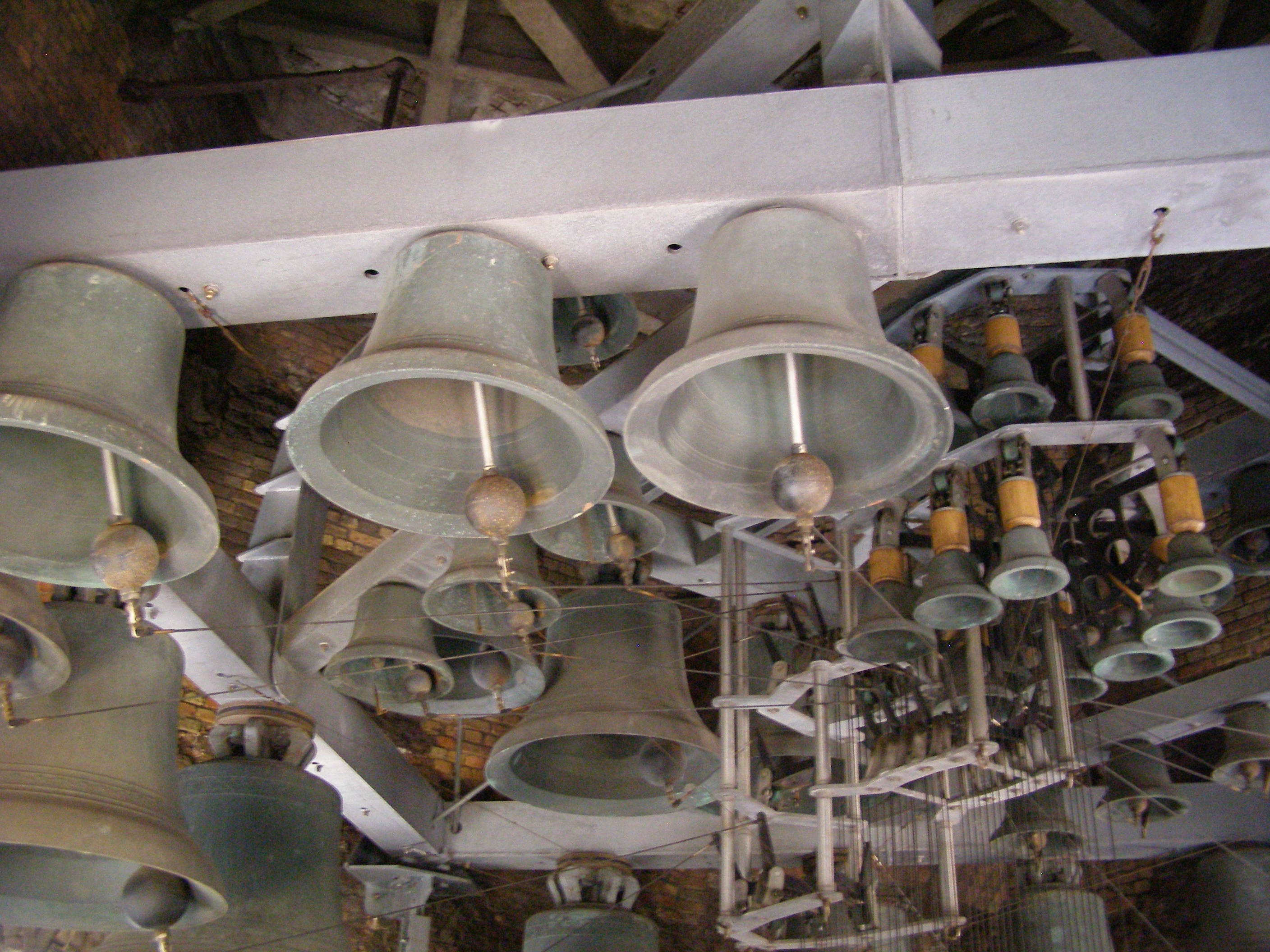
El carrillón